# Березень 2009
Березень 2009 — третій місяць 2009 року, що розпочався у неділю 1 березня та закінчився у вівторок 31 березня.

## Події
- 1 березня:
  - Китайський місячний зонд «Чанье-1» закінчив програму досліджень, і був знищений шляхом жорсткої посадки на місячну поверхню. Одним із завдань супутника була побудова тривимірної топографічної карти Місяця.
  - Вибори до ландтаґу Каринтії (Австрія).
- 9 березня — президент США Барак Обама зняв всі обмеження на проведення досліджень стовбурних клітин ембріона людини.
- 15 березня — старт місії STS-119 шатла «Діскавері» до Міжнародної космічної станції.
- 22 березня — перший тур президентських виборів у Македонії.
- 26 березня — запуск космічного корабля «Союз ТМА-14» до МКС.
- 29 березня — парламентські вибори в Чорногорії.